# Кторов, Анатолий Петрович
Анато́лий Петро́вич Кто́ров (настоящая фамилия — Ви́кторов; 12 (24) апреля 1898, Москва — 30 сентября 1980, там же) — советский актёр театра и кино. Лауреат Сталинской премии первой степени (1952). Народный артист СССР (1963).

## Биография
Анатолий Викторов родился в Москве в старокупеческой семье: его дед держал лавку на Никольской улице. Отец, однако, выбрал профессию инженера-технолога, впоследствии став крупным учёным-химиком. Анатолий обучался в частной гимназии Страхова. Брат Александр погиб в 17 лет под колёсами трамвая.
Когда Анатолию было пять, на его глазах загорелся соседский дом; он испытал шок и с тех пор заикался. Это не помешало ему в 1916 году поступить в Школу-студию под руководством Фёдора Комиссаржевского, которую он окончил в 1919 году. Тогда же он излечился от заикания и сократил свою фамилию, став Кторовым.
Уже на втором курсе начал играть на сцене московского Театра имени В. Ф. Комиссаржевской, созданном на основе студии, где служил с 1917 по 1919 год. После закрытия год служил в Государственном Показательном театре Василия Сахновского, но и он был закрыт. Тогда в 1921 году он поступил в 3-й театр РСФСР. Комедия, более известный как Театр Корша, в котором служил вплоть до 1933 года.
Его ближайшим другом был Игорь Ильинский, одногрупник по Школе-студии. Яков Протазанов снял их дуэт в своих популярных кинокомедиях «Закройщик из Торжка» (1925), «Процесс о трёх миллионах» (1926) и «Праздник святого Иоргена» (1930), благодаря которым слава Кторова вышла далеко за пределы Москвы; его имя ставили первым на афише, и даже бытовало выражение «улыбаться, как Кторов». Уже один снялся в драматической роли Сергея Паратова в «Бесприданнице» Протазанова.
После роспуска Театра Корша Владимир Немирович-Данченко пригласил Кторова, его жену Веру Попову и Бориса Петкера во МХАТ СССР им. М. Горького, где он служил всю оставшуюся жизнь. По мнению Виталия Вульфа, мог сыграть гораздо больше. Его с женой рассматривали как «коршевцев», актёров другой школы, исповедовавших другую идеологию, и им не предлагали крупных ролей. Предпочтение отдавали Марку Прудкину, выступавшему в схожих амплуа, и Кторов был вынужден дублировать его.
В июне 1941 года Кторов вместе с частью труппы театра был на гастролях в Минске, когда началась Великая Отечественная война. Актёрам пришлось добираться до Можайска, смешавшись с толпами беженцев, а оттуда на товарном поезде — до Москвы. Когда осенью труппа МХАТа эвакуировалась в Саратов, Кторов с Верой Поповой остались в Москве и участвовали во фронтовых бригадах. Осенью 1942 года труппа МХАТа вернулась в Москву. В сентябре 1943 года во МХАТе состоялась премьера спектакля «Русские люди» по пьесе Константина Симонова, где Кторов исполнил роль главного антагониста, фашистского генерала Розенберга.
В 1962 году Ангелина Степанова предложила руководству поставить пьесу «Милый лжец» Джерома Килти, где она бы исполнила роль миссис Патрик Кэмпбелл, а Кторов — роль Бернарда Шоу. Это была «внеплановая» постановка, однако результат был с восторгом принят и худсоветом, и зрителями, а роль Шоу стала главным успехом артиста. Спектакль шёл более 400 раз. Его с триумфом показывали и на гастролях в Англии.
В середине 1960-х годов после долгого перерыва вернулся на экраны: Сергей Бондарчук пригласил его на роль старого князя Болконского в «Войну и мир». Именно игру Кторова впоследствии особо выделяли критики. Последней кинематографической удачей Кторова стала роль короля в фильме «Посол Советского Союза».
За шесть десятилетий творческой деятельности сыграл 99 ролей. Искусство Кторова как актёра, обретая с годами отточенность и зрелость, не испытывало сложной эволюции; хорошие внешние данные и природный артистизм, мастерство сценического диалога уже в первые годы работы выдвинули его в число известных молодых актёров.
В последние годы испытывал большие проблемы с памятью, Степановой приходилось работать за двоих, и она отказалась играть в «Милом лжеце».
Анатолий Петрович Кторов скончался 30 сентября 1980 года во сне в своей квартире. Похоронен в семейной могиле на Введенском кладбище (7 уч.).
25 апреля 2023 года на доме № 12 в Брюсовом переулке открыта памятная доска, посвященная народному артисту СССР Анатолию Кторову и его жене, народной артистке РСФСР Вере Поповой.

### Семья
Жена — Вера Николаевна Попова (1889—1982), актриса, народная артистка РСФСР (1948), лауреат Сталинской премии первой степени (1946). Вместе работали в Театре Корша и во МХАТе (1933—1964).

## Творчество

### Роли в театре
- 1919 — «Ванька-ключник и паж Жеан» Ф. К. Сологуба — паж Жеан

#### Московский драматический театр (бывший Театр Корша)
- 1921 — «Канцлер и слесарь» А. В. Луначарского — Петлиц
- 1922 — «Мера за меру» У. Шекспира — Люцио
- 1923 — «Иудейская вдова» Г. Кайзера — Навуходоносор
- 1923 — «Легкомысленная комедия для серьёзных людей» О. Уайльда — Элджернон
- 1924 — «Чёрная месса» В. Г. Шершеневича по В. Сарду — Сын короля
- 1927 — «Пурга» Д. А. Щеглова — Генри
- 1929 — «Инженер Мерц» Л. В. Никулина — поручик Печерский
- 1932 — «Бесприданница» А. Н. Островского; режиссёр В. Г. Сахновский — Карандышев
- 1932 — «Попутчики» Л. Н. Сейфуллиной — писатель Шевелев

#### МХАТ
- 1933 — «У жизни в лапах» К. Гамсуна — Блюменшен
- 1934 — «Егор Булычов и другие» М. Горького — Звонцов
- 1935 — «Пиквикский клуб» Ч. Диккенса — Сэм Уэллер
- 1936 — «Дни Турбиных» М. А. Булгакова — Леонид Юрьевич Шервинский
- 1937 — «Земля» Н. Е. Вирты — отец Иона
- 1938 — «Достигаев и другие» М. Горького — Звонцов
- 1940 — «Школа злословия» Р. Шеридана — Джордж Сэрфес
- 1941 — «Анна Каренина» по роману Л. Н. Толстого — Тушкевич
- 1943 — «Последние дни» М. А. Булгакова — Долгоруков
- 1943 — «Русские люди» К. М. Симонова — Розенберг
- 1947 — «Дядя Ваня» А. П. Чехова — Александр Владимирович Серебряков
- 1948 — «Последняя жертва» А. Н. Островского — Дульчин
- 1949 — «Домби и сын» по Ч. Диккенсу — Кэркэр
- 1950 — «Враги» М. Горького — Николай Скроботов
- 1951 — «Плоды просвещения» Л. Н. Толстого — Коко
- 1952 — «Залп „Авроры“» М. В. Большинцова и М. Э. Чиаурели — Бьюкенен
- 1953 — «Дачники» М. Горького — Суслов
- 1953 — «Ангел-хранитель из Небраски» А. М. Якобсона — Анкер Анкерсен
- 1956 — «Кремлёвские куранты» Н. Ф. Погодина — иностранный писатель
- 1956 — «Осенний сад» Л. Хеллман — Эдуард Кроссмен
- 1958 — «Зимняя сказка» У. Шекспира — Автолик
- 1962 — «Убийца» И. Шоу — Муссэ
- 1962 — «Милый лжец» Дж. Килти — Бернард Шоу
- 1965 — «Дон Кихот ведёт бой» В. Н. Коростылёва — Суворин
- 1967 — «Чрезвычайный посол» П. Л. Тура А. С. Тур — король
- 1968 — «Враги» М. Горького (возобновление) — Николай Скроботов
- 1970 — «Обратный счёт» Е. Г. Рамзина — Альберт Эйнштейн
- 1973 — «Кремлёвские куранты» Н. Ф. Погодина — инженер Забелин
- 1974 — «Последние дни» М. А. Булгакова — Дубельт
- 1977 — «Чеховские страницы» А. П. Чехова — Нюхин

### Роли в кино
- 1925 — Закройщик из Торжка — городской повеса Толя
- 1925 — Его призыв — Владимир Заглобин, эмигрант
- 1925 — Шахматная горячка (короткометражный) — оштрафованный гражданин
- 1926 — Процесс о трёх миллионах — Каскарилья
- 1927 — Круг — Владимир Полонский, растратчик
- 1927 — Кто ты такой? — Друммонд, профессор-социолог
- 1930 — Праздник святого Иоргена — Коркис, вор
- 1931 — Железная бригада — инженер Грич, саботажник
- 1934 — Марионетки — До, принц
- 1936 — Бесприданница — Сергей Сергеевич Паратов
- 1965 — 1966 — Война и мир — Николай Андреевич Болконский, князь
- 1969 — Посол Советского Союза — Король Густав V

### Озвучивание
- 1956 — Чёрные скалы — Дамиров (роль М. А. Марданова)
- 1958 — Не пойман — не вор — Леон де Шавиль (роль Р. Армонтеля)
- 1958 — Тайна острова Бэк-Кап — граф д’Артигас (роль Милослава Голуба)
- 1962 — Как быть любимой — Томаш (роль А. Млодницкого)

### Телеспектакли
- 1952 — Школа злословия — Джозеф Сэрфес, племянник
- 1962 — Рабочий день В.И. Ленина — Л. К. Мартенс
- 1963 — Верните плату за обучение — директор гимназии
- 1964 — Минута истории
- 1965 — Учитель словесности — Шебалдин, директор городского кредитного общества
- 1976 — Милый лжец — Бернард Шоу
- 1978 — Чеховские страницы (по рассказу А. П. Чехова «Лекция о вреде табака») — Нюхин
- 1980 — Альманах сатиры и юмора (по рассказу А. П. Чехова «Дорогая собака»)

## Звания и награды
- Заслуженный артист РСФСР (1938)
- Народный артист РСФСР (1948)
- Народный артист СССР (1963)[9]
- Сталинская премия первой степени (1952) — за роль Коко в спектакле «Плоды просвещения»
- Орден Ленина (1967)
- Два ордена Трудового Красного Знамени (1973, 1978)
- Медаль «За оборону Москвы» (1945)
- Медаль «За доблестный труд в Великой Отечественной войне 1941—1945 гг.» (1946)
- Медаль «В память 800-летия Москвы» (1948)